# Aelurillus v-insignitus
Aelurillus v-insignitus là một loài nhện trong họ Salticidae.
Chúng phân bố ở miền Cổ bắc, bao gồm Bỉ và Hà Lan.

## Hình ảnh

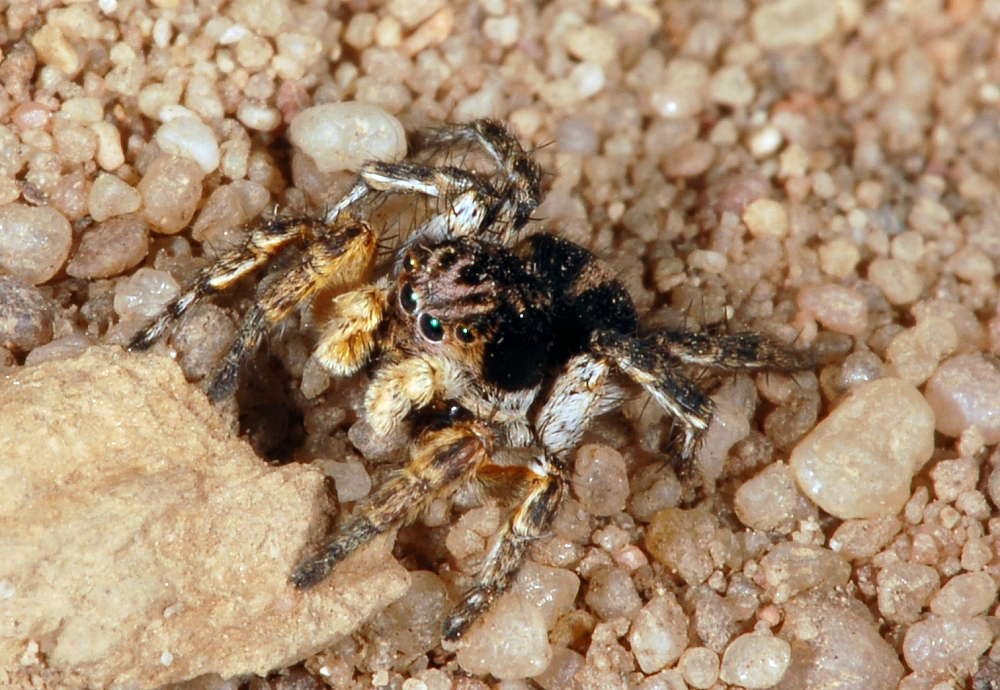
Nam giới
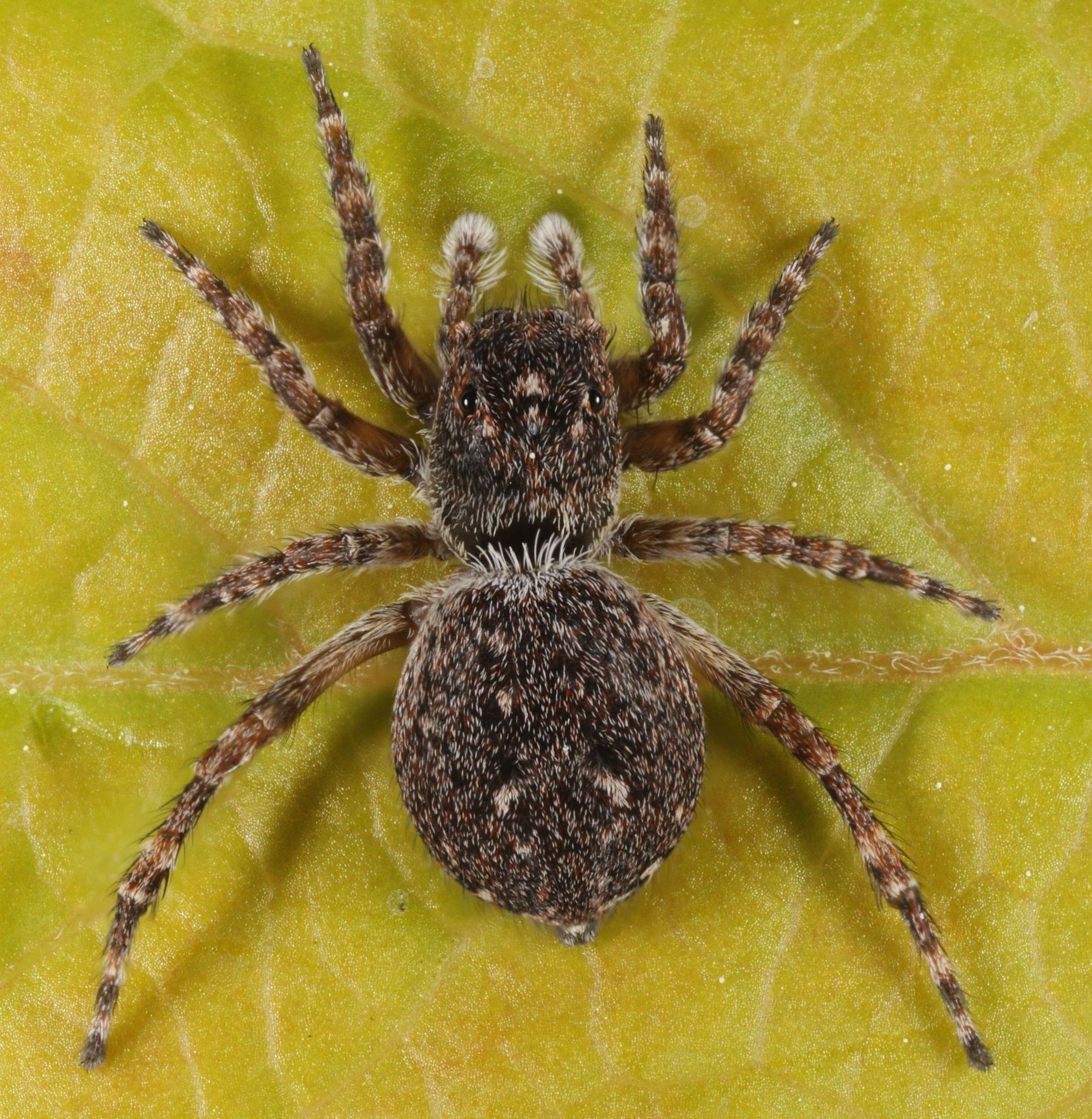
Nữ trưởng thành
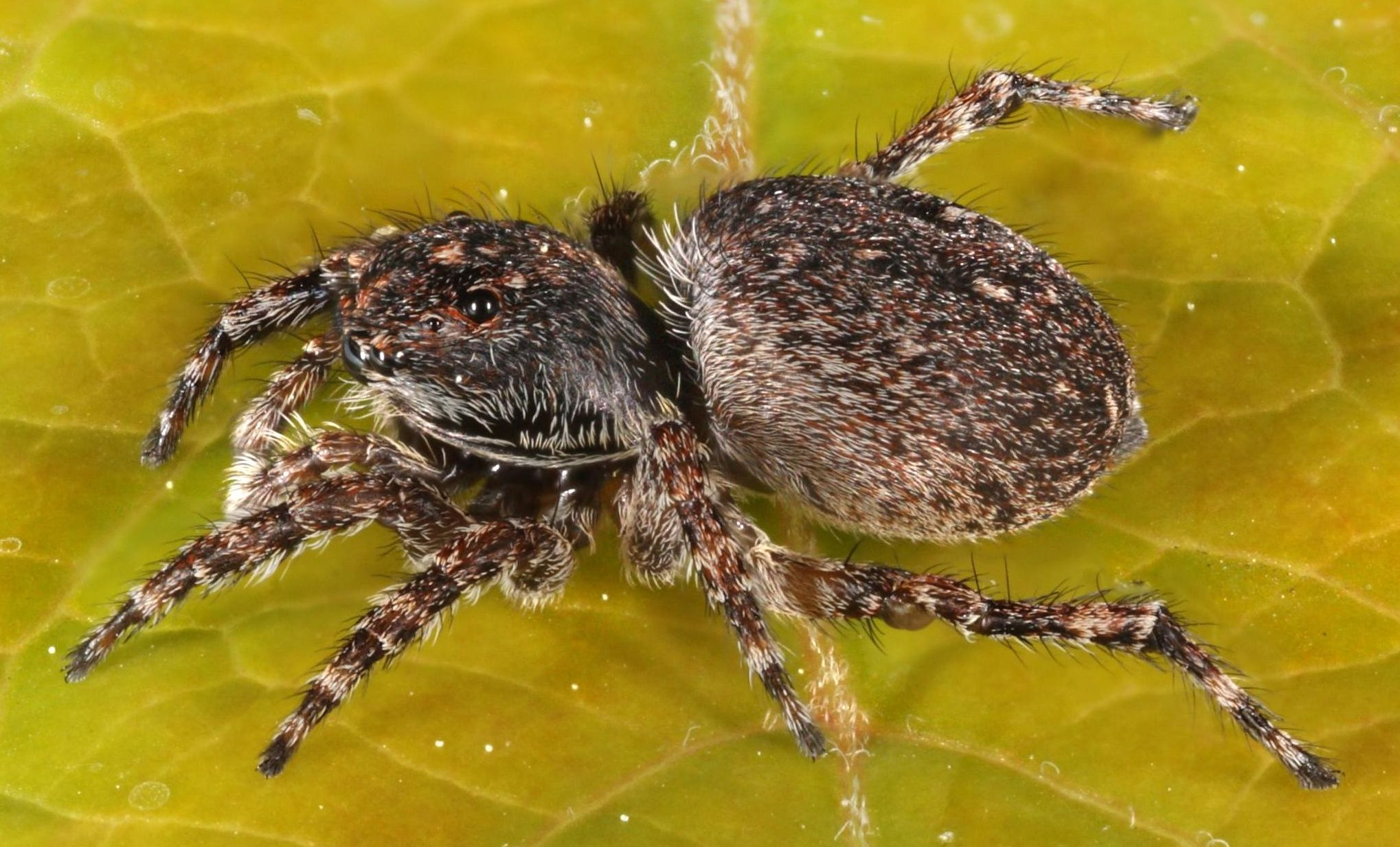
Nữ trưởng thành
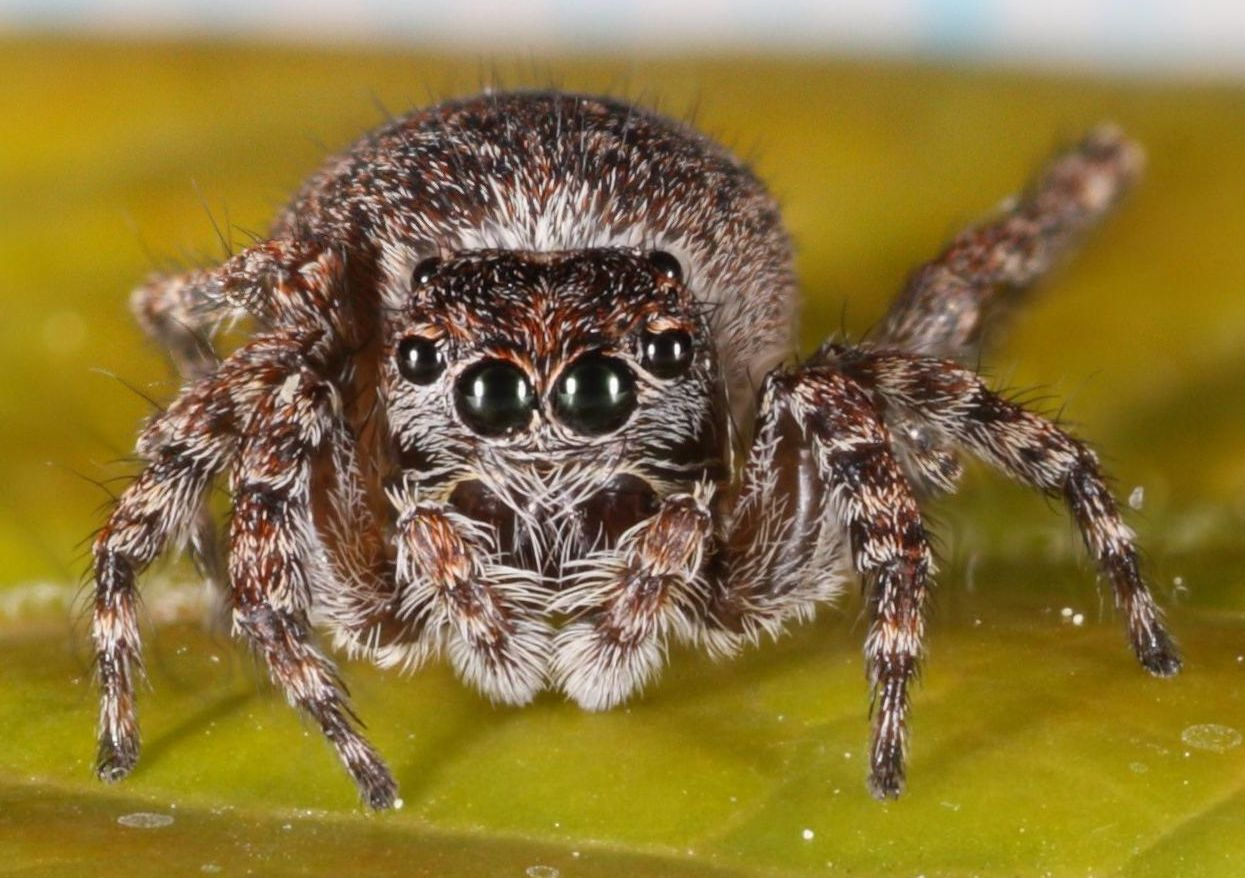
Nữ trưởng thành
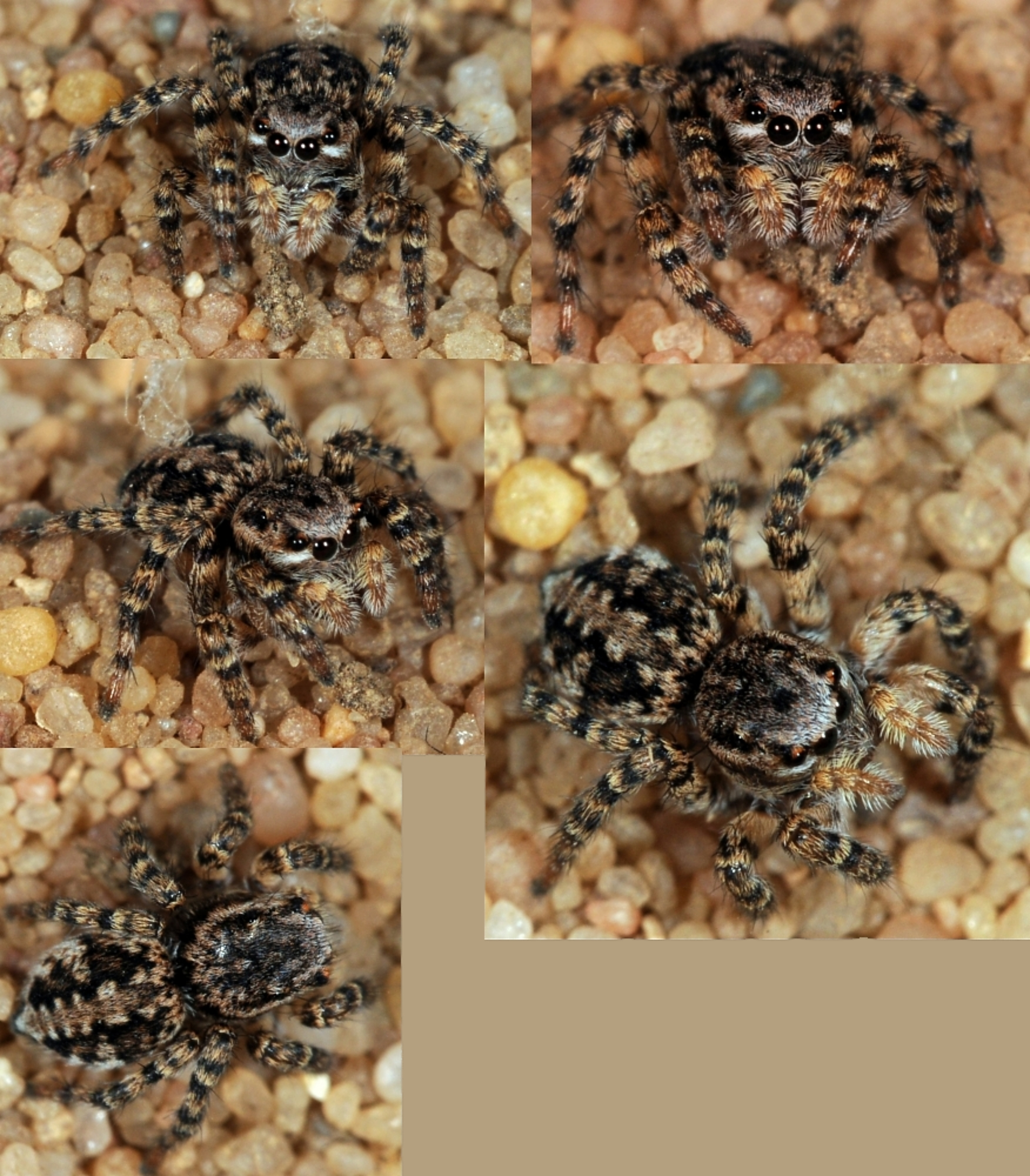